# Église Saint-Julien de Lesbois
L'église Saint-Julien est une église catholique située à Lesbois, dans le département français de la Mayenne.

## Localisation
L'église est située dans le bourg de Lesbois, en bordure de la route départementale 118.

## Histoire
Placée sous le patronyme de saint Julien du Mans, l'église repose sur des soubassements du XIIIe siècle remaniés notamment en 1858 et en 1859. La tour clocher date du XVe siècle.
Selon la coutume, la sortie des mariés était acclamée par des « arcs très simples composés de deux perches et d'une corde enrubannée. » À cette occasion, la jeune épouse offrait des épingles à ses amis.
L'inventaire se déroula le 2 mars 1906, où des gendarmes avaient pris possession des lieux dès le lever du jour.

## Architecture et extérieurs
L'église est construite en moellons de granit et présente des chaînages faits de blocs de grande taille.
La tour clocher comprend à sa base un porche s'ouvrant sur trois côtés et comprenant des arcs de style roman. Mesurant 15 mètres de haut, elle se compose d'un toit en bâtière et pignon en butée de style anglo-normand. Le clocher abrite deux cloches de 1919 fondues au Mans, ainsi qu'un mécanisme d'horlogerie en bronze.
Les murs latéraux sont renforcés par des contreforts pour assurer la solidité de l'édifice, construits lorsque l'on décida de lui donner « un peu d'élévation qui lui manquait en creusant le sol au-dedans et tout autour à une profondeur d'un mètre. » Un muret en granit surmonté d'une grille d'acier entourait jadis l'église, mais il a disparu lors du transfert du cimetière.
Au-dessus de la porte d'entrée se tient une statue du XVIe siècle représentant la Vierge à l'Enfant sous laquelle est sculptée l'inscription « HIC DOMUS DEI EST » (Ici est la maison de Dieu).

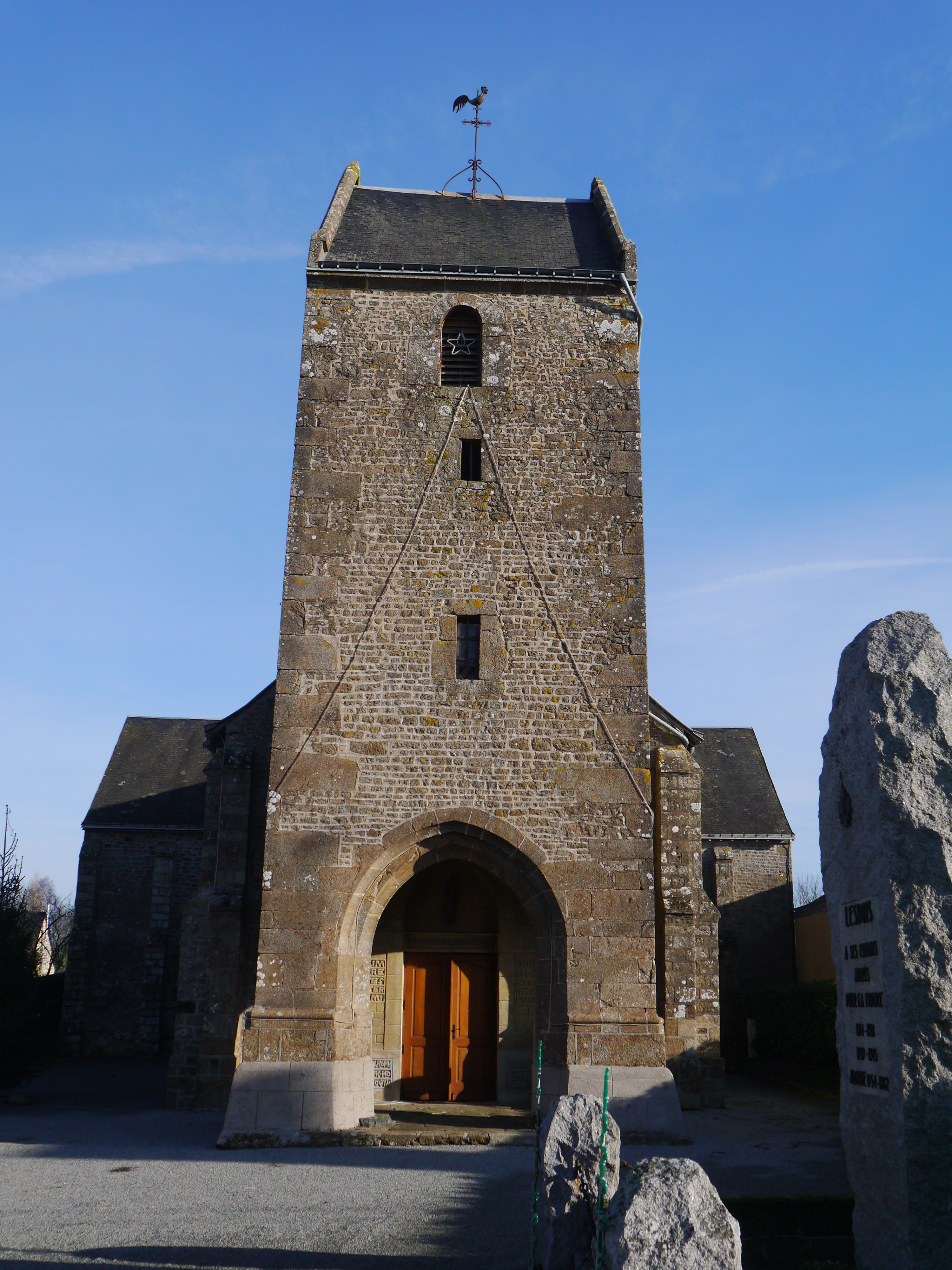
Le clocher.
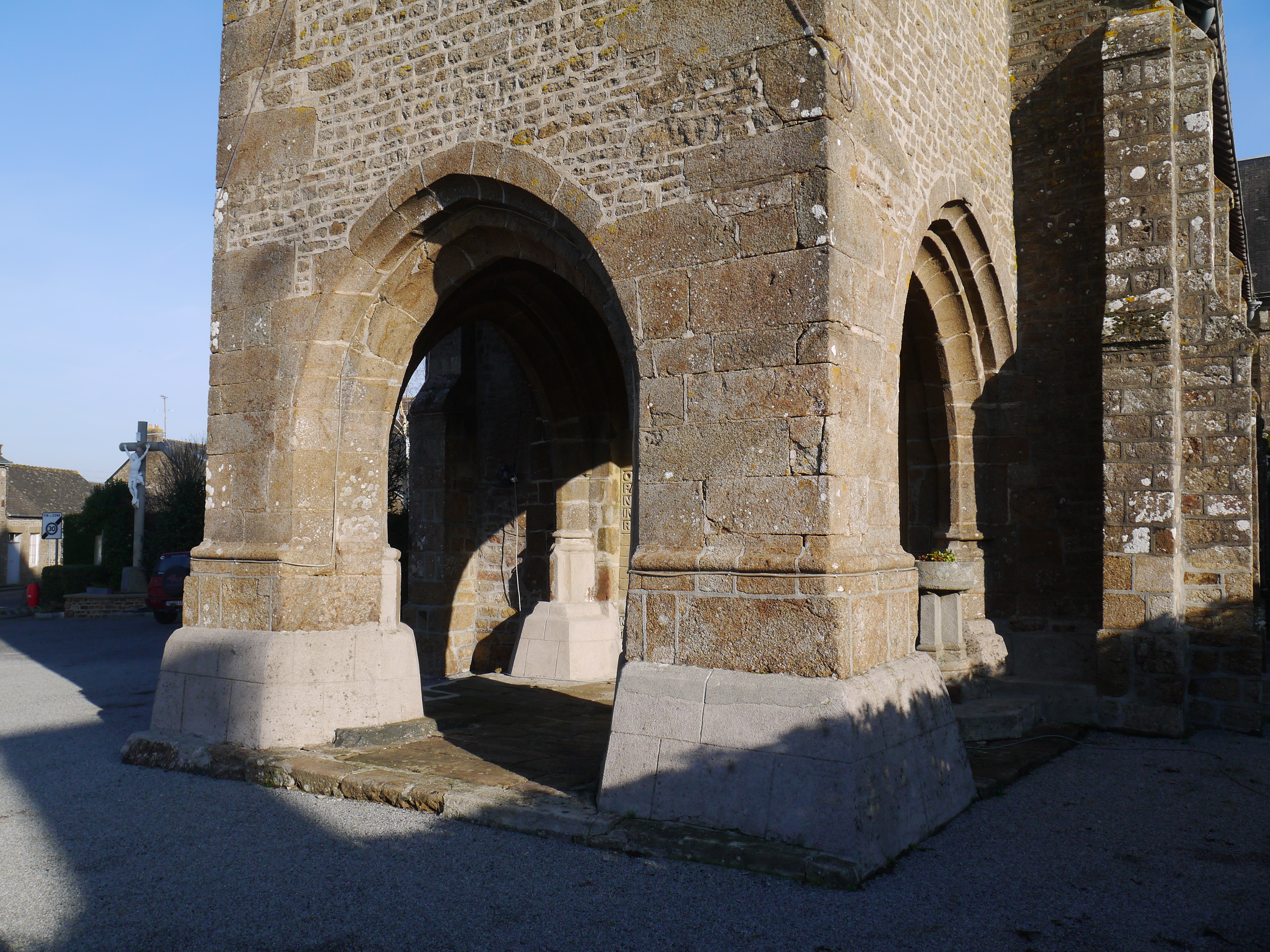
Le porche.
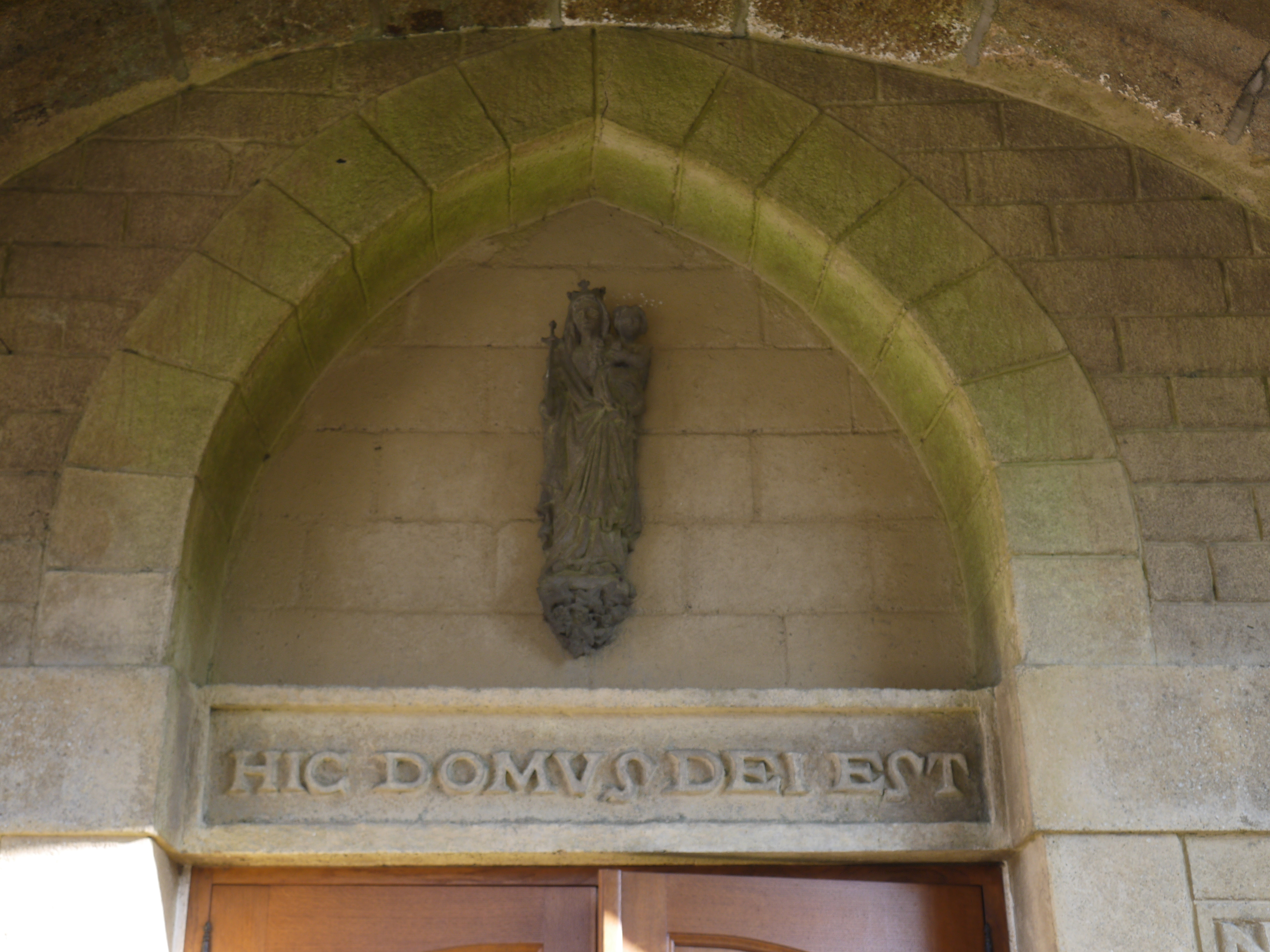
Vierge à l'Enfant au-dessus de la porte d'entrée.

## Intérieur
L'intérieur de l'édifice comprend une nef à quatre travées et un transept.
Le maître-autel comporte un retable en bois du XVIIe siècle et des retables latéraux du XVIIIe siècle.
L'orgue est factice : il comprend des tuyaux en façade mais est dépourvu de clavier.
Un mécanisme d'horlogerie est visible dans l'église.

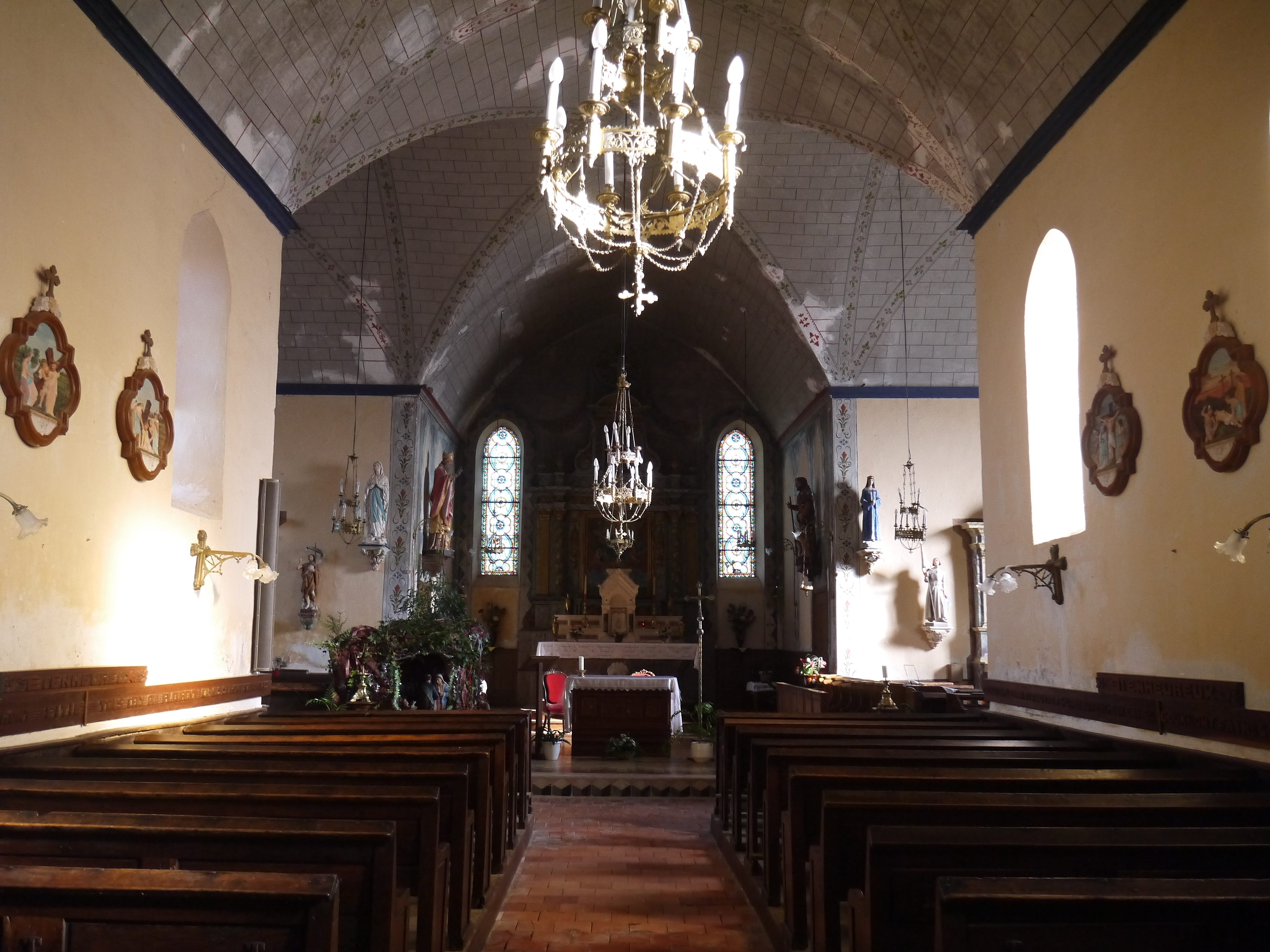
La nef.
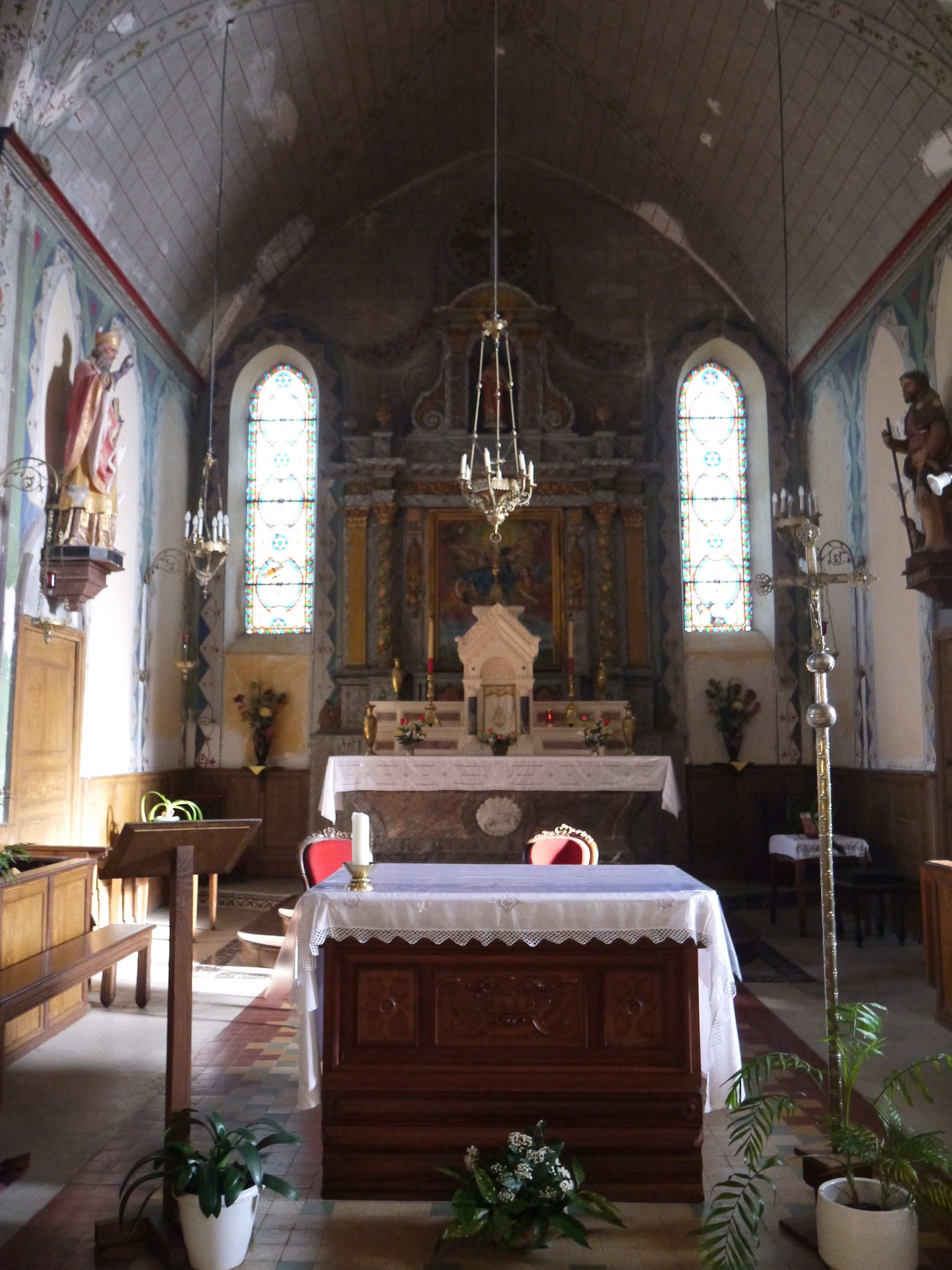
Le chœur.
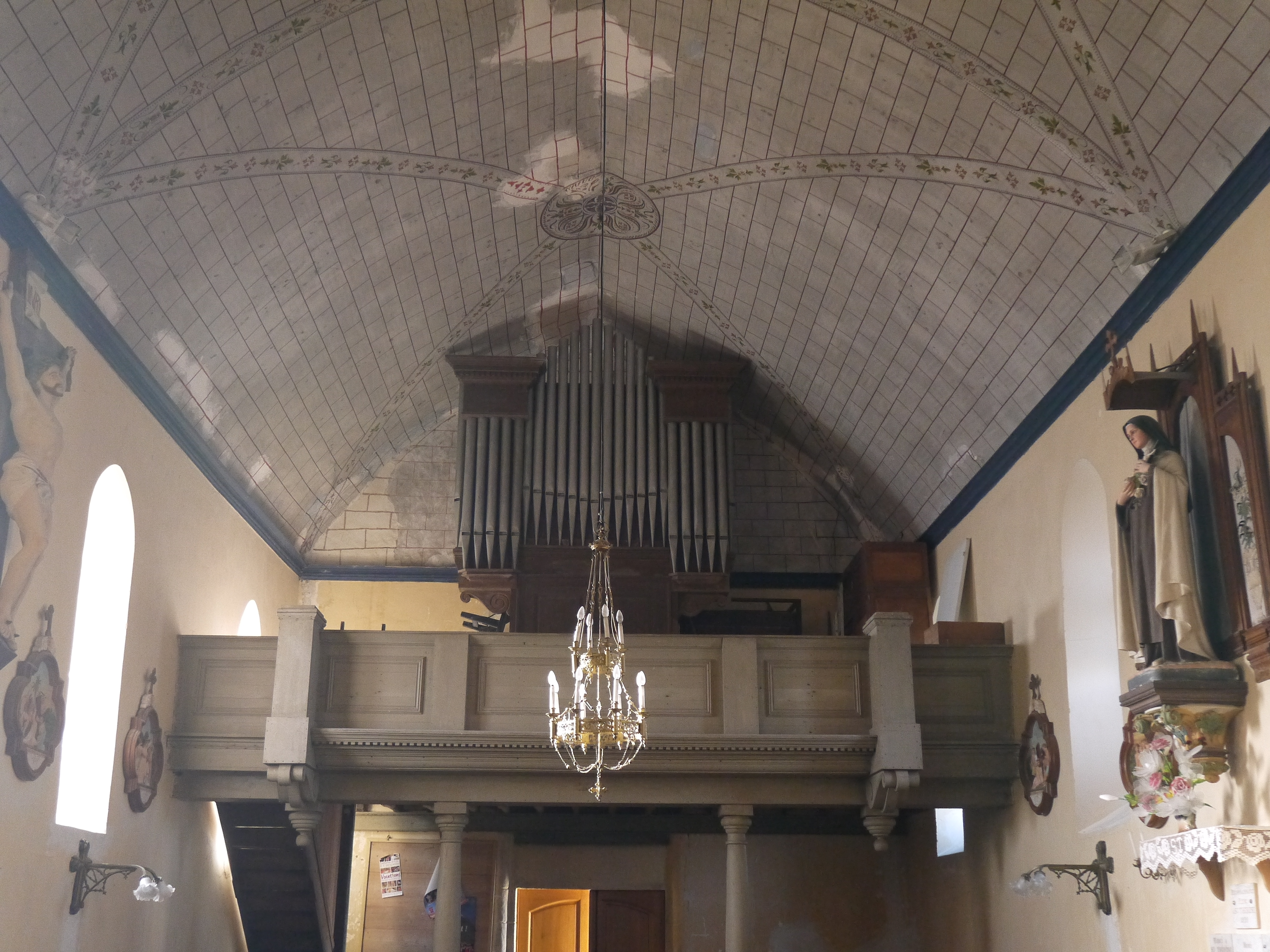
La tribune.